# Harborough District
Harborough ist ein District in der Grafschaft Leicestershire in England. Verwaltungssitz ist die Stadt Market Harborough. Weitere bedeutende Orte sind Broughton Astley, Fleckney, Great Bowden, Houghton on the Hill, Lutterworth, Kibworth und Scraptoft.
Der Bezirk wurde am 1. April 1974 gebildet und entstand aus der Fusion des Urban District Market Harborough sowie der Rural Districts Market Harborough, Billesdon und Lutterworth.
Koordinaten: 52° 32′ N, 1° 1′ W